# Comunanza Cadenazzo/Monteceneri
La comunanza Cadenazzo/Monteceneri, appelée jusqu'en 2010 comunanza Medeglia/Cadenazzo, est un petit territoire du canton du Tessin, en Suisse, sous la souveraineté commune de Cadenazzo et Monteceneri.

## Géographie
Le territoire, inhabité, se situe dans l'est du Tessin, dans le district de Bellinzone. Il mesure 2,88 km2. Il s'agit de la portion orientale (et la plus élevée) de la vallée de Caneggio qui débute dans le village d'Isone.

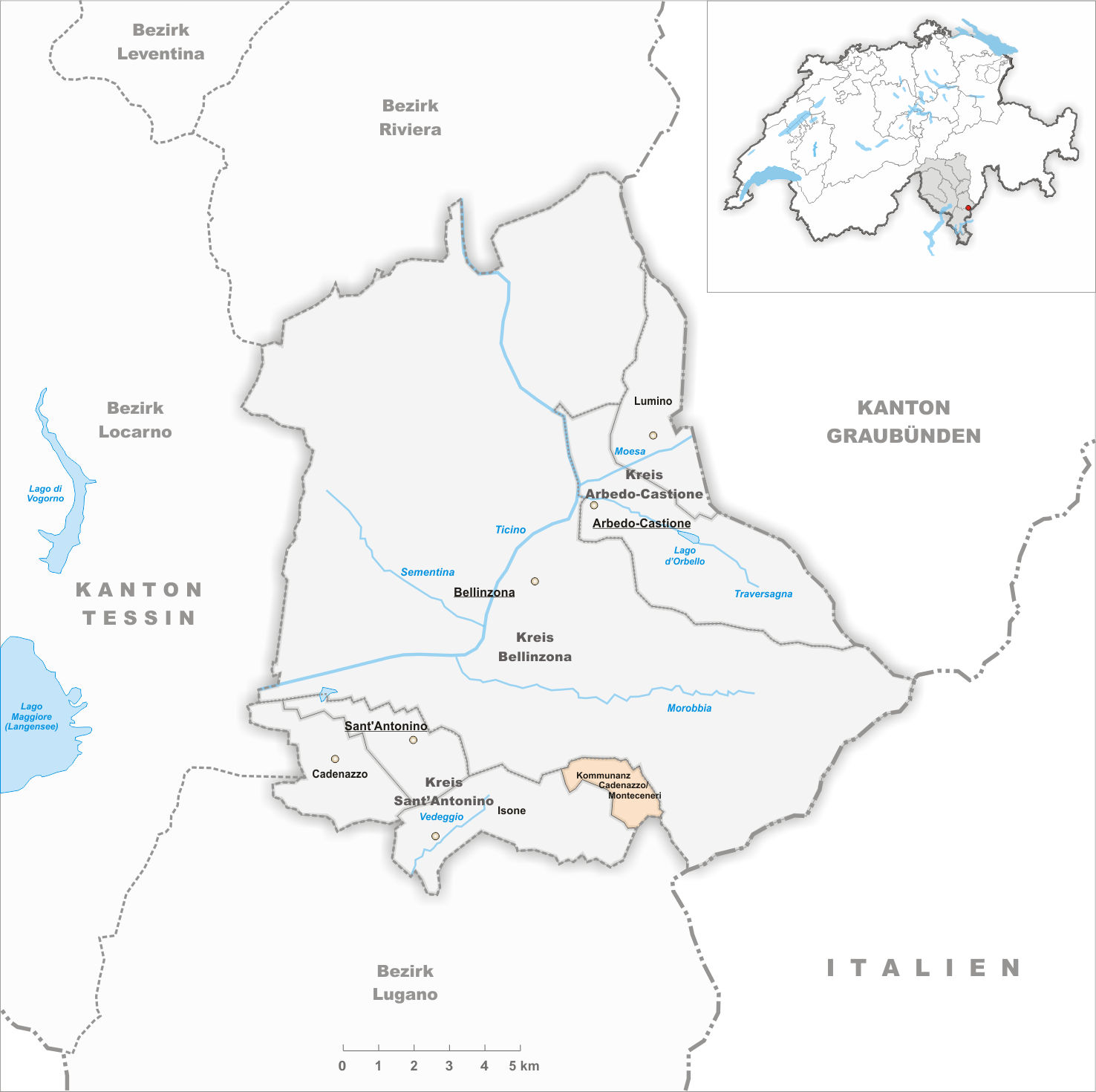
Carte de la communanza dans son district.

## Administration
Initialement, le territoire est la propriété de Medeglia et de l'ancienne commune de Robasacco et s'appelle alors comunanza Medeglia/Robasacco. En 2005, Robasacco est absorbée par Cadenazzo ; le territoire devient propriété de Cadenazzo et Medeglia, et prend le nom de comunanza Medeglia/Cadenazzo jusqu'en 2010 où Medeglia fusionne avec plusieurs de ses voisines pour former la nouvelle commune de Monteceneri ; la comunanza changea alors de nom. 
La comunanza est l'un des derniers territoires communs à plusieurs communes de Suisse. Le Tessin en possède un autre, la comunanza Capriasca/Lugano. La Kommunanz Reckingen-Gluringen/Grafschaft du Valais a disparu depuis le 1er janvier 2017.